# ببی‌عنخ
سوسِرِن‌رَع بِبی‌عنخ فرمانروایی در دودمان تبسی شانزدهم مصر باستان بود که در دوره دوم میانی حکومت می‌کرد و جانشین شاه سمن‌رع بود. پاپیروس تورین برای او طول دورانی برابر با ۱۲ سال ذکر می‌کند.
نام او بر روی سنگ‌نبشته‌ای که در منطقه جبل زیت یافت شده دیده می‌شود. در این سنگ‌نبشته به فعالیت‌های معدن‌یابی او در این منطقه‌ی نزدیک دریای سرخ اشاره شده. او را همچنین سازنده‌ی بخشی از معبد شهر مدامود می‌دانند. پس از او سخم‌رع شدواست به تخت رسید؛ شاهی که اطلاعات چندانی از او در دست نیست.